# McGregor (Texas)
McGregor es una ciudad ubicada en el condado de McLennan en el estado estadounidense de Texas. En el Censo de 2010 tenía una población de 4.987 habitantes y una densidad poblacional de 89,88 personas por km².

## Geografía
McGregor se encuentra ubicada en las coordenadas 31°25′9″N 97°25′41″O / 31.41917, -97.42806. Según la Oficina del Censo de los Estados Unidos, McGregor tiene una superficie total de 55.49 km², de la cual 55.49 km² corresponden a tierra firme y (0%) 0 km² es agua.

## Demografía
Según el censo de 2010, había 4.987 personas residiendo en McGregor. La densidad de población era de 89,88 hab./km². De los 4.987 habitantes, McGregor estaba compuesto por el 68.32% blancos, el 8.7% eran afroamericanos, el 1.06% eran amerindios, el 0.16% eran asiáticos, el 0% eran isleños del Pacífico, el 18.65% eran de otras razas y el 3.11% pertenecían a dos o más razas. Del total de la población el 37.14% eran hispanos o latinos de cualquier raza.